# RifRaf
Pour l’article ayant un titre homophone, voir Riff Raff.

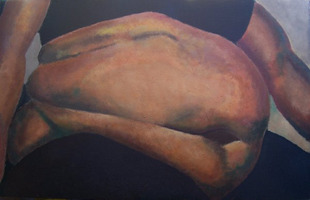
Œuvre sur acrylique de RifRaf

RifRaf, né en 1965 à Hamilton (Nouvelle-Zélande), est un peintre figuratif connu pour ses représentations de femmes obèses sur des supports de grand format.